# Classe Ming

Le sous-marin de Type 035 (classe  code OTAN Ming) est une classe de sous-marins conventionnels construite et exploitée  par la Marine de l’Armée populaire de libération. 

## Historique
Ce sont les premiers sous-marins diesel-électriques développés par l'industrie chinoise. Un total de 21 sous-marins de cette classe ont été construits.  
Deux marines étrangères, la marine bangladaise depuis 2017, et la marine birmane depuis décembre 2021, sont utilisatrices de cette classe.

### Naufrage du Ming361
Le 2 mai 2003, la Chine annonce la perte du sous-marin 361 (en) et la mort des 70 membres d’équipage se trouvant à bord, en raison d’une avarie mécanique. L’accident qui a lieu le 16 avril 2003 survient au large des côtes de la province de Liaoning, au nord-est de la Chine. Le sous-marin est retrouvé par des pêcheurs et remorqué dans un port non identifié. Les causes de l’accident ne sont pas connues avec précision, mais la principale cause retenue est un dysfonctionnement des moteurs diesel, ceux-ci auraient consommé l’oxygène à bord du sous-marin et entraîné l’asphyxie des membres de l’équipage.

## Unités
Marine chinoise :
La marine chinoise a construit un total de 21 sous-marins de ce Type 035. On estime qu'en 2017, la marine chinoise n'en exploitait plus que 11, plutôt dans les rôles de soutien, en particulier la formation.
Marine bangladaise :
En 2013, la marine du Bangladesh a commandé deux sous-marins 035G pour 203 millions de dollars américains. C'était un compromis, car il n'avait pas les moyens financiers pour des sous-marins plus modernes. Ils sont entrés en service en 2017.
- BNS Nabajatra (S 161)
- BNS Joyjatra (S 162)

Marine birmane :
Le 24 décembre 2021, un bateau 035B est livré comme navire-école.
- UMS Minye Kyaw Htin